# Kovačica (općina)
Općina Kovačica je jedna od općina u Republici Srbiji. Nalazi se u AP Vojvodini i spada u Južnobanatski okrug. Po podacima iz 2004. općina zauzima površinu od 419 km² (od čega na poljoprivrednu površinu otpada 37.780 ha, a na šumsku 39 ha).
Centar općine je grad Kovačica. Općina Kovačica se sastoji od 8 naselja. Po podacima iz 2002. godine u općini je živjelo 27.890 stanovnika, a prirodni priraštaj je iznosio -8 %. Većinu stanovništva čine Slovaci. Po podacima iz 2004. broj zaposlenih u općini iznosi 3.868 ljudi. U općini se nalazi 8 osnovnih i 1 srednja škola. 

## Naseljena mjesta
- Debeljača
- Idvor
- Kovačica
- Padina
- Putnikovo
- Samoš
- Uzdin
- Crepaja

## Etnička struktura
- Slovaci (41,07%)
- Srbi (33,91%)
- Mađari (10,52%)
- Rumunji (6,99%)
- Romi (2,92%)
- Jugoslaveni (1,25%)

## Vanjske poveznice
- Službena prezentacija općine